# Père et Fils (film, 1936)
Pour les articles homonymes, voir Père et Fils.
Père et Fils (Оте́ц и сын, Otets i syn) est un film dramatique soviétique en noir et blanc de Margarita Barskaïa tourné en 1936. Ce film traite de l'adolescence. Il s'agit du dernier film de la réalisatrice. Il n'est jamais sorti à cause de la censure.

## Synopsis
Ce film est un drame psychologique sur la relation complexe entre un garçon de douze ans et son père, directeur d'usine qui s'est complètement lancé dans la production et ne fait pas attention à son fils. Le garçon abandonne ses études après une querelle avec son père, quitte la maison et fait face au monde de la délinquance. Ce n'est qu'après une série d'incidents et de conversations avec différentes personnes que le père se rend compte de son erreur.

## Fiche technique
- Réalisation : Margarita Barskaïa
- Scénario : Beniamine Iadine et Margarita Barskaïa
- Chef opérateur : Louis Forestier
- Musique : Grigori Hambourg
- Production : Soyouzdietfilm
- Durée : 72 minutes
- Pays : URSS
- Langue : russe
- Genre : Drame psychologique
- Année : 1936

## Distribution
- Guennadi Volovitch : le fils
- Lev Sverdline : Piotr Nikolaïevitch Volkov
- Alexeï Konsovski : Semetchkine
- Margarita Barskaïa : l'institutrice
- Mikhaïl Tarkhanov : le gardien
- Vassili Novikov : le secrétaire du parti
- Olga Jizneva
- Еvdokia Stchastlivtseva : contribution
- Teodor Voulfovitch : contribution

## Caractéristiques artistiques
« En termes d'enjeux, le film présente un intérêt particulier pour son époque. Pour la première fois dans l'histoire du cinéma russe, le problème le plus urgent de l'éducation des enfants dans la famille et l'école soviétiques a été abordé sous une forme aiguë. La question de l'influence de la rue sur les adolescents, alors fortement à l'ordre du jour, s'y retrouve aussi. »

## Censure
Ce film n'est jamais sorti à l'écran.
Margarita Barskaïa subit un blâme et une correction idéologique ; finalement en juin 1937, elle est renvoyée du studio Soyuzdetfilm.
Le film n'est pas conservé dans son entier.